# Before We Die
Before We Die är en brittisk thrillerserie vars första säsong hade premiär den 2 juni 2021. Seriens första säsong bestod av fem avsnitt. Seriens andra säsong hade premiär 25 juni 2023. Serien är baserad på den svenska TV-serien Innan vi dör.

## Handling
Serien kretsar kring kriminalkommissarie Hannah Laing. När Hannahs partner och kollega Sean försvinner påbörjas ett sökande leder till den undre världen.

## Rollista i urval
- Lesley Sharp - Hannah Laing
- Vincent Regan - Billy Murdoch
- Issy Knopfler - Bianca Mimica
- Kazia Pelka - Dubravka Mimica
- Tijmen Govaerts - Jovan